# Histoire du nationalisme basque
 (novembre 2022).
Si vous disposez d'ouvrages ou d'articles de référence ou si vous connaissez des sites web de qualité traitant du thème abordé ici, merci de compléter l'article en donnant les références utiles à sa vérifiabilité et en les liant à la section « Notes et références ».
L'histoire du nationalisme basque ou abertzalisme se compose de différentes étapes au cours desquelles il s'est divisé en plusieurs courants idéologiques, certains simplement culturels et d'autres plus politiques, allant de la revendication régionaliste à l'indépendantisme, parfois violent, en passant par l'autonomisme.

## Origines
Le nationalisme basque trouve ses antécédents à la fin du XVIIIe siècle, dans la philosophie de Herder et son concept de Volkgeist (« volonté du peuple »), idée plus tard reprise et développée par des auteurs tels que Fichte et Schelling. Certains auteurs font remonter les origines du sentiment identitaire basque aux anciennes splendeurs du Royaume de Navarre.
En 1780, l'historien Joaquín José de Landázuri y Romarate publie en 1780 Historia del País bascongado. En 1801, le chercheur allemand Humboldt parcourt le pays et l'identifie comme la « nation basque ». Dix ans plus tard, en 1811, le philosophe français Garat, pensant que les basques sont descendants des Phéniciens, propose à l'empereur Napoléon Ier de former un « État national basque » qui se nommerait Nouvelle Phénicie, réunissant en deux départements les territoires bascophones de chaque côté des Pyrénées et leur donnant comme symboles le blason et le drapeau navarrais. En 1864, la députation provinciale de Navarre invite les trois autres à participer à un projet de mancommunauté qu'elle dénomme Laurac Bat (« quatre provinces unies en une seule »).

### Période des guerres carlistes (1833-1876)

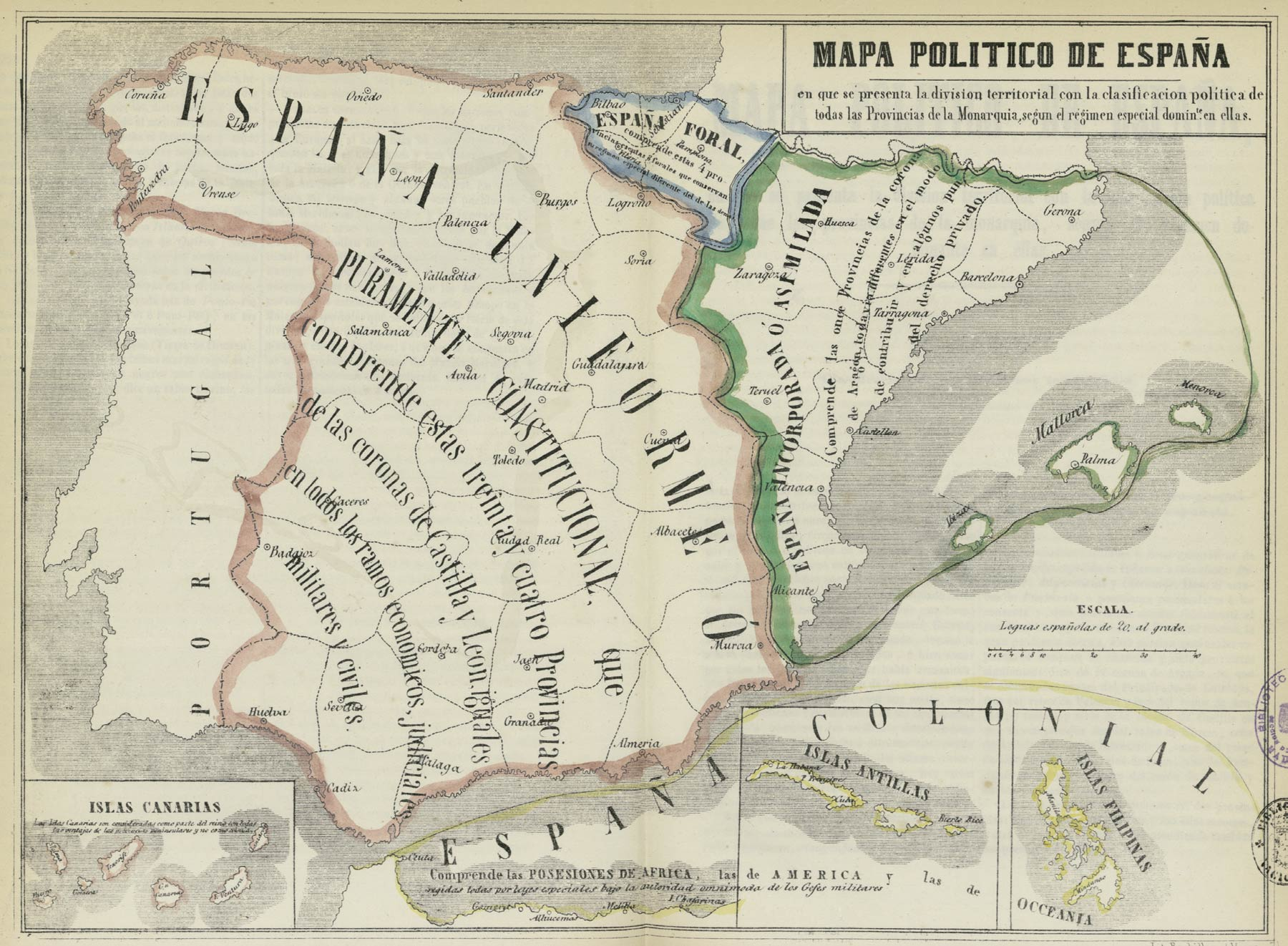
Carte politique de l'Espagne en 1854, après la première guerre carliste.

Après la première guerre carliste, les fors des trois provinces bascophones espagnoles restent indéfiniment en attente de réformes. En Navarre le for est réformé par les élites politiques de l'ancien vice-royaume et le gouvernement du général Espartero. Le mouvement foraliste fait alors son apparition ; d'idéologie généralement libérale, il appuie le maintien sine die des fors des provinces d'Alava, de Biscaye et du Guipuscoa. En fait, à la suite de la période sanglante des guerres napoléoniennes le diplomate de la maison d'Autriche Metternich organisa une rencontre avec d'autres diplomates et ministres de l'Europe d'alors afin de planifier une procédure de prévention contre tout risque de nouvelles zones de tension.C'est l'Espagne qui fut alors identifiée comme étant potentiellement le maillon le plus faible de la zone. Le libéralisme y menaçait de troubles internes. Le soutien indirect et non innocemment incomplet (défaut d'artillerie lourde) au carlisme de la part de certaines nations dont la France avait donc pour mission de désamorcer d'éventuelles perspectives d'extensions de conflits internes à la péninsule. Le problème dit "basque" se trouvait être alors pour une première fois, l'enjeu de tractations et de manipulations dans le cadre de rapports ambigus entre États.[réf. nécessaire]
Les fors ne seront définitivement dérogés qu'à la fin de la troisième guerre carliste, par Cánovas del Castillo, ayant été utilisés par les insurgents carlistes comme symbole pour se rallier les populations rurales du Pays basque.
Jusqu'en 1837 les postes de douane sont situés sur les bords de l'Èbre, au lieu de la frontière avec la France ou des ports maritimes, si bien que les marchandises importées sont trouvables à bas prix dans le Pays basque, autorisant un commerce maritime direct avec les colonies.
En 1881, Pedro de Soraluce-Zubizarreta est le concepteur d'un drapeau de Euskal-Erria (sic), rouge pour la Navarre et blanche pour les trois provinces basques, qui défile à Paris cette année dans un hommage à Victor Hugo. Le drapeau porte une étoile dorée à chaque angle, un écu avec ceux des quatre provinces surmonté de la couronne royale,.
Lors de cette même période on peut signaler plusieurs figures remarquables de la mouvance identitaire basque.

### Augustin Chaho
L'écrivain romantique Augustin Chaho (1810-1858) est considéré comme le prédécesseur du nationalisme basque moderne. Journaliste, il fonde et dirige la revue Ariel. Dans  Viaje por Navarra durante la insurrección de los vascos, publié en 1836, soit pendant la première guerre carliste, il formule réalise la première formulation explicite du nationalisme basque. Cependant le livre n'est redécouvert et traduit en espagnol qu'en 1933, par l'un des membres de l’aile laïciste d'Acción Nacionalista Vasca (Eusko Abertzale Ekintza), en recherche d'un référent protonationaliste exempt de l'intégrisme catholique caractéristique d'Arana. Dans ce livre, ainsi que dans d'autres textes éparsement publiés, Chaho exprime les idées suivants, selon le résumé qu'en fait Eukeni Goyhentxe :
« L'indépendance basque se justifie par : la géographie ; une frontière artificielle divise l'unité naturelle du peuple basque ; la langue, qu'il faudra enseigner, l'histoire, dans laquelle les Basques ont joué un rôle glorieux jusqu'à l'arrivée des Barbares ; le droit, les fors, qui garantissent la véritable liberté et la véritable égalité, contre le faux libéralisme qui mène au despotisme, et contre le capitalisme […]. Contre la conspiration franco-espagnole il prône la violence jusqu'à l'insurrection armées, tant qu'une fédération basque n'aura pas restauré les fors et regroupe les Basques de France et d'Espagne,. »
Selon Jon Juaristi, ferme défenseur de postures antinationalistes et qui a écrit sur ce qu'il dénomme les fantaisies mythologiques sur lesquelles repose le nationalisme basque original, Chaho est un « mythificateur », mais avec de grands dons d'écrivain et une imagination remarquable pour la recréation des mythes, en vogue durant le romantisme. Cependant, d'après Juaristi, l'histoire et la vision cosmologique que Chaho attribue aux Basques est une simple adaptation des mythes aryens, que les romantiques allemands venaient de réélaborer à partir des traductions des textes brahmaniques et avestiques. Ces textes en allemand arrivent en France par l’intermédiaire de Charles Nodier, dont Chaho est un adepte enthousiaste, avant de devenir le  promoteur solitaire d'une forme de proto-nationalisme basque. On ne connaît aucun adepte des idées de Chaho durant sa vie hormis son propre éditeur, l'imprimeur Baynoa Lesseps, et ce n’est qu'un siècle plus tard que ses textes politiques commencent à être diffusés au sud des Pyrénées par les secteurs anticléricaux du nationalisme basque.

### Serafín Olave
L'un des premiers à réclamer l'union politique de Euskal Herria, entendue comme la réunion des provinces basques, de La Rioja, la Navarre et la Basse-Navarre est le libéral Serafín Olave (1831-1884), auteur d'un projet de constitution intégrant foralisme et fédéralisme. 

### Réaction à l'unification fiscale
L'unification législative espagnole est suivie d'une unification fiscale, provoquant l'apparition de groupes opposants qui sont les précurseurs immédiates du nationalisme, comme l'Asociation Euskara de Navarre d'Arturo Campión à Pampelune et la Société Euskalerria de Fidel Sagarmina. Toutes deux, bien que défendant l'unité basco-navarraise et la réinstauration des fors sous un régime pactiste, ne revendiquent toutefois pas dans un premier temps de rupture avec l'Espagne. ce n’est qu'à partir de 1876 que leur positionnement se radicalise pour déboucher sur le nationalisme basque indépendantiste.

### La Gamazada (1893)
Après la perte de l'indépendance des territoires foraux, le ministre Germán Gamazo prétend réaliser un changement dans le système fiscal de Navarre, qui l'assimile à celui déjà existant dans d'autres provinces. Cette mesure entraîne un climat de grande tension, proche de l'insurrection, connu sous le nom de Gamazada, et qui avec la Sanrocada provoquent un premier essor du nationalisme basque naissant.[réf. à confirmer]

## Sabino Arana

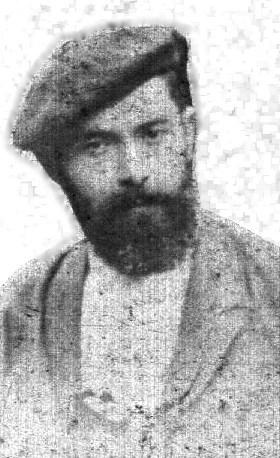
Sabino Arana.

Sabino Arana (1865-1903) est considéré, avec son frère Luis, comme le père du nationalisme basque. Il est originaire d'une famille riche et profondément catholique, ce qui les oblige à fuir leur ville d'origine durant le conflit carliste, Bilbao étant un bastion libéral.

Ikurriña, drapeau national créé par Sabino Arana en 1894.

Les frères Arana sont les créateurs de certains signes modernes d'identité basque : L'ikurriña (aujourd'hui encore drapeau officiel de la communauté autonome du Pays basque) et le terme « Euzkadi », néologisme créé pour désigner les territoires de Euskal Herria. Ils sont également à l'origine du mot aberri (patrie) et des paroles actuelles de l'hymne national basque. En leur temps certaines de ses créations sont critiquées par des intellectuels comme Miguel de Unamuno ou Arturo Campión.
Sabino meurt à l'âge de 38 ans seulement, mais il a le temps d'entreprendre une importante et incessante activité pour la récupération de sa patrie, qu'il croyait déjà presque disparue. Il est poursuivi en justice par ses rivaux politiques en raison de ses opinions et emprisonné à diverses reprises.
À partir de l'histoire et des coutumes ancestrales du peuple basque, il réclame la reconnaissance de celui-ci comme nation souveraine. Il soutient que la survie de la langue (euskara) signifie que le peuple basque, toujours catholique, n'a jamais été soumis ni a renoncé à sa souveraineté, matérialisée dans les fors, qui constituent un pacte entre nations que l'Espagne ne respecte pas. Il défend l'idée que chaque territoire historique doit suivre son propre chemin nationaliste et démocratique, jusqu'à la mise en place d'une Euzkadi catholique et fédérale.
En plus de l'histoire, la religion, la langue et les traditions, l'un des piliers du nationalisme basque des origines est l'existence d'une « race basque », de langue basque, pure et exempte de mélange avec d'autres « races », en particulier la « race espagnole », considérée par Arana comme invasive, déloyale, anticatholique et, par là-même, particulièrement impure. Cette théorie est une adaptation du romantisme européen, qui avait constitué les bases idéologiques d'Arana, et qui était alors très répandue dans la société européenne. Les théories racialistes et l'utilisation du terme de « race » sont fréquemment utilisés par les intellectuels de l'époque, sans leur connotation actuelle souvent négative. Cette approche dite "raciale" était alors coutumière en Europe. Pour s'en convaincre il faut relire les ouvrages d'Ernest Renan. 
Arana n'accepte pas les changements occasionnés par l’avènement de la Révolution industrielle. En quelques années la population basque traditionnelle s'est trouvée submergée par l'arrivée d'immigrants originaires d'autres provinces, triplant par endroits la population locale. Ces étrangers implantent des coutumes nouvelles, une idéologie libérale et aconfessionnelle, ainsi que la langue castillane. Le nationalisme d'Arana, qui défend des idéaux traditionnels et catholiques, s'oppose fermement à ce phénomène, considérant qu'en peu de temps ces nouveaux venus entraîneront la destruction du peuple basque traditionnel, pensée communément admise parmi les gens de l'époque. Ils sont en particulier rejetés car on les soupçonne d'apporter des idées jugées contraires aux coutumes basques, plus que par leur simple condition d'étrangers.
Pour désigner ces « envahisseurs », Arana utilise le terme de maketos, d'origine préromaine et utilisé dans la province limitrophe de la Cantabrie. Pour Arana le maketo symbolise les deux grands démons : le sécularisme (les ouvriers sont pour leur majorité des gens qui blasphèment et s'opposent à l'Église) et l'industrialisation (qui détruit la société rurale idéale d'Arana). Après la révolution industrielle il est couramment utilisé dans la zone minière de Biscaye, les ouvriers basques nommant makutuak les arrivants.
Dans ses premières années d'existence, le nationalisme basque et le Parti national basque (PNV), son expression politique, maintiennent une relation de rejet viscéral à l'encontre du libéralisme, fût-il conservateur ou progressiste et, pour cette raison, Arana s'oppose également au Parti socialiste ouvrier espagnol (PSOE) récemment créé, qui représente les intérêts des ouvriers immigrés qui travaillent dans les mines et la sidérurgie de Biscaye. Pour éviter que les ouvriers basques ne doivent s'affilier aux syndicats espagnolistes à leurs yeux, le nationalisme basque mit en place son propre syndicat, Eusko Langileen Alkartasuna, dans l'orbite du syndicalisme chrétien (ce qui lui vaut l'appellatif de syndicat jaune, en référence à la doctrine de l'Église), et affronte les syndicats socialistes et, dans une moindre mesure, anarchosyndicalistes respectivement représentés par l'UGT et la CNT.
Bien que s'opposant aux socialistes, Arana est également anticapitaliste, considérant le capitalisme comme l'expression de la destruction des formes de vie traditionnelles de la nation basque. Il critique les capitalistes qui oppriment l'ouvrier, mais dans sa pensée ces capitalistes sont les mêmes libéraux qu'il a toujours combattus, et qui détiennent tous les rouage de l'État qu'il abomine.

## Débuts et  expansion du nationalisme basque (1895–1921)

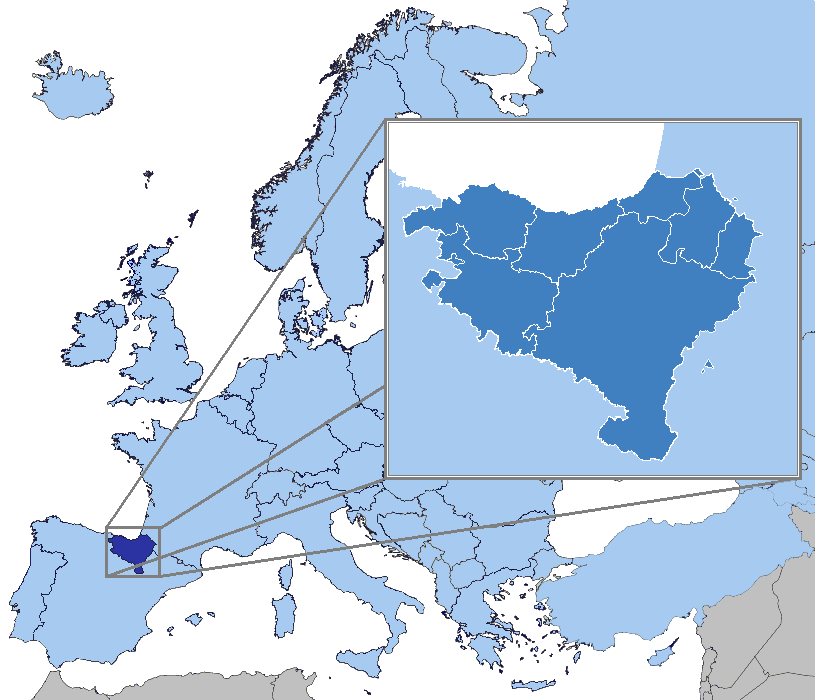
Carte et situation du Pays basque en Europe.

Le premier parti ouvertement nationaliste est le Parti nationaliste basque fondé par Arana en 1895. Arana est son président jusqu'à sa démission pour motifs se santé en 1903, l'année de sa mort. Il s'avère relativement innovant dans son organisation par rapport aux partis traditionnels, qui à l'exception du PSOE n'accorde que peu de protagonisme à ses bases militantes.
Les frères Arana s'appliquent à ce que leur parti forme un réseau social fondé sur les batzokis (les différents sièges du parti), dotés d'un fonctionnement démocratique interne et participatif, dont l’affiliation et même l'entrée sont dans un premier temps restreints aux personnes d'origines basques authentiques. Ce sont les membres de ces centres qui désignent les représentants et les responsables du parti. En 1895 le premier batzoki est créé  à Bilbao et il en existe aujourd'hui près de deux cents.
Le parti rencontre surtout du soutien dans les zones rurales. Les élus nationalistes de cette époque sont majoritairement des membres d'une certaine classe moyenne, généralement des travailleurs autonomes du milieu rural.
Les quatre partis catholiques de l'époque, nationaliste, carliste, intégriste et le parti des euskalerriacos vouent une haine commune envers les maketos, mais Arana reproche à tous les autres d'être espagnolistes ; il reproche en particulier aux euskalerriacos leur manque de catholicisme authentique et d'être de simples régionalistes,.
Les euskalerriacos, d'idéologie bourgeoise, libérale et foraliste, sont menés tout d'abord par Fidel Sagarminaga et, à sa mort en 1884, par Ramón de la Sota, un industriel et affréteur parmi les plus grandes fortunes basques de l'époque, fondateur d'Astilleros Euskalduna, anobli par le gouvernement britannique en 1921,.
Cependant, assez vite les partisans d'Arana et les euskalerriakos se rapprochent, les seconds évoluant vers une position nationaliste. À partir de 1898, l'influence de ce nouveau groupe entraîna une modération des postulats du PNV, le parti obtenant de plus grands moyens financiers, un plus grand protagonisme au sein de la bourgeoisie basque et plusieurs charges publiques. La même année Arana est élu député de Biscaye pour le district de Bilbao sous la bannière du PNV ;  aux élections municipales de 1899, le PNV obtient cinq conseillers à Bilbao et son premier maire, dans la localité de Mundaka ; en 1904 le PNV a un siège dans 20 localités de Biscaye et 5 du Guipuscoa ; en 1908 le parti remporte le premier député du Guipuscoa ; en 1917 le parti remporte la députation provinciale de Biscaye et augmente son implantation à Alava, au Guipuscoa et en Navarre.

### En Navarre
En Navarre, le nationalisme naissant est présent dans les milieux foralistes, dans le sillage des événements de la Gamazada à la fin du XIXe siècle. L'idéologie nationaliste est davantage influencée par les idées de Campión que celles d'Arana, et les nationalistes navarrais auront globalement une orientation plus modérée, autonomiste plutôt qu'indépendantiste.
Lorsque la régente Marie-Christine de Bourbon interrogea le général Martínez Campos sur la possibilité d'intervenir en Navarre, celui-ci lui fit la réponse suivante :
« Madame: s'il s'agissait d'une autre province, nous pourrions penser à imposer la loi générale, en employant la force si cela s'avérait nécessaire ; s'il s'agissait de la Navarre de façon isolée, nous pourrions également suivre ce chemin, mais nous devons comprendre que la Navarre a à son côté les trois [provinces] basques (gascondas), et que si l'on appelle à la force contre celle-là, tous les Basques feront cause commune, et avec eux tous les carlistes d'Espagne, qui provoqueraient un soulèvement dans ces provinces dans le but de le généraliser, et dans un tel cas se produira à nouveau la guerre civile. »

Drapeau de la Communauté forale de Navarre.

En 1910, ce sont trois personnalités du nationalisme basque, Arturo Campión, Julio Altadill et Hermilio de Olóriz, qui conçoivent l'actuel drapeau de Navarre, paradoxalement aujourd'hui utilisé comme élément d'affirmation contre le basquisme.

## Dictature de Primo de Rivera et Seconde République (1921–1937)
En 1921, le parti affronte sa première grande scission, son aile gauche formant Action nationaliste basque (ANV). Une nouvelle scission se produit peu de temps après mais sans grandes conséquences, l'activité politique étant suspendue pendant la dictature de Primo de Rivera (1923-1931). Durant cette même période sont promulguées des lois contre le séparatisme, établissant que les délits commis contre l'unité de l'Espagne seront jugés par des tribunaux militaires, la symbologie nationaliste (drapeau etc.) est prohibée et les provinces basques sont intégrées dans une nouvelle division administrative, incluant les provinces non bascophones de Burgos et de Logroño.
Au début de la Seconde République, le PNV présente une liste conjointe avec les carlistes et d'autres forces catholiques aux élections générales de 1931, après lesquelles, tentant de profiter d'un vide légal[réf. nécessaire], est élaboré un projet de statut basque qui n'est pas approuvé. Le socialiste Indalecio Prieto s'oppose à ce statut et considère qu'il fait des trois provinces basques « Un Gibraltar du Vatican dans les Pyrénées » — le statut revendique l'établissement de contacts direct avec le Saint-Siège —. Celui-ci et Manuel Azaña, alors responsable du gouvernement central, rejetèrent le statut d'Estella.
Le PNV accepte comme un moindre mal la défense d'une conception fédéraliste dans une république en recherche d'un nouveau modèle d'État  et, une fois écartée l'éventualité fédérale, fait la promotion de l’autonomisme.
Après un nouvel échec de ce projet en Navarre, où domine le carlisme, est élaboré un nouveau statut, approuvé en 1932 par les territoires de l’actuelle Communauté autonome du Pays basque (sans la Navarre donc). Cependant les élections de 1933 entraînant un changement de gouvernement en faveur de la droite, qui est opposée à ce dernier. Ce n'est qu'à la suite des élections de 1936 et de la victoire du Front populaire et alors que la guerre civile a déjà commencé, que le statut est approuvé par le gouvernement, José Antonio Aguirre étant nommé le premier lehendakari.

## La guerre civile
Le PNV ne prend position dans la guerre civile espagnole que quelques jours avant le soulèvement, ayant de plus grandes affinités idéologiques avec les rebelles du Bando nacional. Toutefois, en dépit des échanges maintenus avec les partis de droite au mois d'avril dus à l'opposition de la CEDA à un statut pour le Pays basque, après une période de doute et d'hésitation, le PNV prend finalement le parti des républicains. Ainsi dès le 19 juillet 1936, lendemain du soulèvement, le PNV fait publiquement état de son positionnement dans un communiqué publié dans la revue Euzkadi : « Face aux événements qui se déroulent dans l'État espagnol, et qui pourraient avoir une répercussion si directe et si douloureuse sur Euzkadi et son destin, le Parti nationaliste déclare (…) qu'étant donnée la lutte entre les citoyens et la fascisme, entre la République et la Monarchie, ses principes l'amènent irrémédiablement à tomber dans le camp des citoyens et de la République, pour répondre au régime  qui entraîna les privations de notre peuple dans ses siècles de liberté ».
L'historien José Luis de la Granja considère que l'attitude du PNV du Guipuscoa et de Biscaye se caractérise au début par son « rejet du coup d'État (golpe) militaire du 18 juillet et, en conséquence, son appui au régime républicain, mais sans un grand enthousiasme politique et avec une certaine passivité militaire, évidente dans la campagne du Guipuscoa. Plus que de faire la guerre, le PNV s'inquiète de veiller sur l'ordre public (en particulier, l'intégrité des églises et la vie des prisonniers, ce qu'il réussit en grande partie en Biscaye, mais pas au Guipuscoa ».
En Navarre, où le soulèvement triomphe, a lieu une large répression politique et quelques élus nationalistes sont fusillés. Les sièges du PNV à Pampelune, Villava-Atarrabia et Marcilla sont occupés. À Pampelune toujours, les rotatives du journal nationaliste La Voz de Navarra sont réquisitionnées et utilisées pour imprimer le périodique Arriba España et le président du PNV navarrais, José Aguerre, est emprisonné.
À Estella, le maire PNV Fortunato Aguirre, qui a participé activement dans le Statut homonyme et a alerté des préparatifs menés dans la préparation du soulèvement, ses avertissements n'étant pas pris en compte, est fusillé. Dans cette même ville, le 25 septembre 1936, le commandant militaire Ricardo Sanz de Iturria fait une déclaration contre la culture et le nationalisme basques, en particulier le PNV et son fondateur.
Après avoir tenté de conclure un pacte avec la droite en avril 1936, le lehendakari Aguirre parvient à un accord avec Indalecio Prieto et, en pleine guerre, le statut basque est approuvé dans un vote auquel ne participèrent que 50 députés en raison de l'absence de la droite, qui soutient les rebelles.
ANV participe au gouvernement du lehendakari avec le conseiller à l'Agriculture Gonzalo Nárdiz et au gouvernement de Juan Negrín avec le ministre sans portefeuille, Tomás Bilbao, remplaçant Manuel de Irujo.

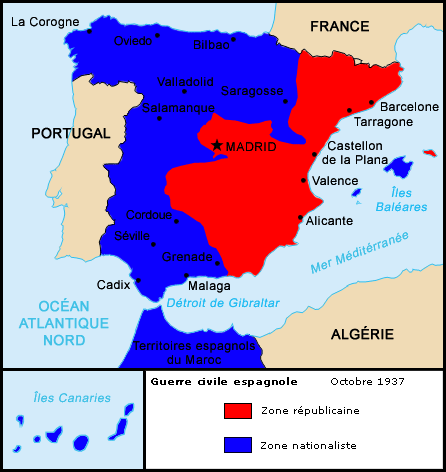
Carte d'Espagne durant la guerre civile, en octobre 1937. Le camp nationaliste est en bleu.

Avec la chute de la Biscaye en 1937 et la reddition d'une partie des milices basques dans le pacte de Santoña est mis un terme à cette brève période d'autonomie. Le général Franco, chef des insurgés, proclame la Biscaye et Guipuscoa « provinces traîtresses » et met fin aux derniers restes d'autonomie forale, tandis qu'il les maintient en Alava et en Navarre.

### L'exil nationaliste
Après la perte des territoires basques, le PNV et ses dirigeants entament une nouvelle étape en exil, demandant un appui international sans le rencontrer.

## La dictature de Franco (1937–1975)
La dictature pratique une répression brutale contre les perdants de la guerre. Dans un discours de 1936, Franco fait connaître le nouveau modèle d'État qu'il souhaite implanter, unitaire et radicalement opposé aux aspirations des nationalistes basques, sans aller au-delà d'un simple respect de principe du « caractère de chaque région ». La dictature interdit toute liberté d'organisation politique, de réunion, d'association etc. et réprime durement les partisans du PNV. Un décret du 23 juin 1937 annule le statut basque et déclare la Biscaye et Guipuscoa « provinces traîtresses », car elles se sont soulevées contre le Movimiento nacional, tandis que les singularités fiscales et administratives de la « loyalissime Navarre » sont maintenues, ainsi que le régime d'Alava, invoquant les mêmes raisons. Cette normative sera partiellement modifiée par un décret-loi du 6 juin 1968 qui prétend supprimer les passages offensants pour le Guipuscoa et la Biscaye, avant d'être dérogée par un décret royal loi du 30 octobre 1976.
En mai 1938 sont instaurées des mesures visant à supprimer les manifestations culturelles basques. La même année est promulguée la nouvelle loi sur la presse, qui reste en vigueur jusqu'en 1966 et instaure une censure préalable à tout écrit jugé offensif contre la nation, le régime ou le gouvernement.
Les 40 ans de dictature franquiste, marqué par une forte empreinte du castillan, affectèrent de façon particulière le Pays basque et la Navarre, ainsi que d'autres régions pratiquant une langue vernaculaire différente, (essentiellement Galice, Catalogne, région de Valence et Baléares), dont l'usage est dans tous les cas sévèrement réprimés, particulièrement dans la première étape du régime. Cette répression entraîne la radicalisation de certains secteurs et le développement de mentalités anticentralistes et antiespagnoles, que l'on retrouve dans d'ultérieurs mouvements radicaux et violents.
En 1963 Federico Krutwig publie son œuvre Vasconia, dans laquelle il prône un nationalisme associé à la langue et non à la race.
En 1959, l'organisation armée l'Euskadi ta Askatasuna (ETA) fait son apparition. Elle se définit comme une résistance armée, effective et organisée de caractère socialiste marxiste révolutionnaire.
Au cours du franquisme, entre autres attentats, l'ETA organise l'assassinat du nouveau président du gouvernement Luis Carrero Blanco en 1973, élément important de l'appareil d'État franquiste, dont on peut penser qu'il aurait pu assurer une certaine continuité du régime après la mort du Caudillo.
En même temps, ETA rejette la définition classique du nationalisme basque, hérité de Sabino Arana et du PNV, pour lui substituer une définition  révolutionnaire: le vrai nationaliste (abertzale) est celui qui applique à son pays les principes de la révolution prolétarienne. Concrètement, le MLNV (mouvement révolutionnaire basque autour de ETA) rejette l'hymne national basque (faisant référence à Dieu), la devise Jaungoikoa eta Lagi Zarra (même référence divine), le terme "Euzkadi", d'abord transformé en "Euskadi", puis en "Euskal Herria". Dernièrement, pouvant difficilement rejeter l'Ikurrina, le drapeau basque dessiné par les frères Arana et adopté par tous les Basques, le MLNV tente de lui associer un nouveau drapeau, jaune avec un aigle noir.

## La transition (1975-1982)
Après la mort de Franco en 1975 et la mise en place d'un régime démocratique, l'Espagne s'engage dans une série de réformes menant à la configuration d'un État espagnol des autonomies et la mise en place de communutautés autonomes différenciées pour les différentes régions ou nationalités. La Constitution espagnole de 1978 prévoit deux voies d'accès à l'autonomie, l'une par le biais de l'article 143, permettait un accès rapide et concédant plus de compétences, et l'autre, plus lente et limitée, sous les auspices de l'article 143. Au Pays basque, en Andalousie, en Catalogne et en Galice, ainsi que, en Navarre bien que d'une manière différente  en raison de la survivance du régime foral, c'est la première qui est retenue. Toutefois, en raison de la dispersion des forces de la gauche nationaliste la finalisation de l'accord, obtenue rapidement dans les autres régions, tarde davantage en Navarre et au Pays basque.
Plusieurs épisodes de violence caractérisent la période de la transition politique, particulièrement en Navarre (Événements de Vitoria en mars 1976, Événements de Montejurra en mai 1976, Sanfermines de 1978…). Certains membres de ETA abandonnent l'organisation à la fin de la dictature mais elle poursuit ses actions armées tout au long de la transition, revendiquant ses aspirations politiques (la constitution d'un Euskal Herria uni, indépendant, euskaldun [monolingue bascophone] et socialiste) par la violence.

### L'Union autonomiste de Navarre et le Front autonomique (1977)
En Navarre, les partis nationalistes PNV, ANV, et Euskal Sozialista Biltzarrea (ESB) s'unissent dans la coalition Union autonomiste de Navarre (UAN), qui se présente aux élections constituantes de 1977 en Navarre et dont le programme prévoit l'intégration de la Navarre dans le Pays basque.
Elle est la cinquième formation politique navarraise en termes de votes, avec un peu plus de 18 000 votes (6,99 %), derrière l'UCD, le PSOE, l'UNAI et Alliance forale de Navarre, et n'obtient aucun représentant parlementaire. Pour les élections au sénat, les forces de l'UAN intègrent à leur tour le Front autonomique, auquel est également rattaché le PSOE, et le dirigeant historique du PNV navarrais, Manuel de Irujo, obtient un siège de sénateur.
L'union du PSOE à ce conglomérat nationaliste s'explique en partie par le fait qu'en exil le PSOE et le PNV en exil ont maintenu des liens importants. Ainsi, après le congrès que le parti socialiste célèbre à Saint Sébastien en 1977, il parvient à un compromis avec le PNV sur la question autonomique, matérialisé dans la signature d'un accord sur une candidature commune pour les élections aux sénat, dans l'optique d'approuver par la suite une Constitution démocratique et un statut d'autonomie pour l'Alava, le Guipuscoa, la Biscaye et la Navarre.

### La gaucheabertzale(1978)
En 1978, ANV fusionne avec ESB pour former Euskal Sozialista Ekintza, mais cette formation a une vie fugace et les deux partis finissent par se séparer à nouveau après une crise interne au cours de laquelle ESB adopte une doctrine marxiste.
Les mauvais résultats obtenus aux circonscriptions basques du Guipuscoa et d'Alava obligent les partis à chercher des alliances avec d'autres partis nationalistes de gauche, conduisant à la formation de Herri Batasuna en 1978. Aux élections générales de 1979, ANV et ESB s'y unissent tandis que le PNV pose sa candidature en solitaire.

### Divisions d'ETA
Dès l'assemblée tenue par l'organisation en août 1973, l'entourage d'ETA s'est divisé en deux blocs différenciés, militaristes et partisans de la classe ouvrière. Ces derniers forment le Parti révolutionnaire des travailleurs basques (PRTV).
Lors d'assemblées postérieures et à la mort de Franco, ETA se divisent à nouveau en deux tendances :
- ETA politico-militaire, issus du Front ouvrier, qui comme d'autres optent pour le développement de l'action politique plutôt que militaire, et fondent un parti indépendantiste de gauche baptisé Euskal Iraultzarako Alderdia (EIA, Parti révolutionnaire basque) pour se présenter aux élections de 1977. Après l'amnistie de 1978 et le faible succès rencontré par EIA, une grande partie de ses membres les plus importants intègrent d'autres partis comme Euskadiko Ezkerra (EE, Gauche basque), plus tard fusionné dans le Parti socialiste du Pays basque (PSE). Parmi les membres les plus importants de ce secteur on peut citer Mario Onaindia Natxiondo (1948-2003).

- ETA militaire, partisans de la lutte armée, qui rassemble les dénommés commandos bereziak d'ETA. Ce bloc bénéficiera de l'appui de la coalition Herri  Batasuna qui devient par la suite la troisième force politique du Pays basque et de Navarre.

### La Constitution de 1978
Le texte de la Constitution de 1978 est approuvé au Congrès en octobre 1978 par 325 votes pour, 6 contre (un député de EE et 5 députés de Alianza Popular) et 14 abstentions (parmi lesquelles figurent celles du PNV), puis également approuvé au sénat avec 226 votes pour, 5 contre et 8 abstentions.
Lors du référendum du 6 décembre sur la ratification du texte, celui-ci est approuvé au total sur l’ensemble du Pays basque Sud par 69 % des votes exprimés, soit seulement 31 % des inscrits, l'abstention s'élevant à 55 %.
Le PNV et les autres formations nationaliste basques sont formellement exclus des négociations du texte constitutionnel, si bien que le PNV appelle à l'abstention lors de cette consultation. Le vote contre était défendu par les partisans de la droite espagnoliste (Alliance forale de Navarre) et d'extrême gauche nationaliste.
La constitution inclut la disposition transitoire quatrième qui, malgré l'interdiction de fédération de communautés autonomes, permet l'union de la Navarre à la Communauté autonome du Pays basque si cette incorporation est décidée par référendum. Certains auteurs considèrent cette disposition come une concession de l'UCD au PNV.

### Le statut d'autonomie
Le nouveau statut d'autonomie est approuvé par 90 % des votants, soit 53 % des inscrits. Les votent contre s'élèvent à 5 % des votants (3 % des inscrits). L'abstention est de 41 %.
Ce statut d'autonomie, comme la Constitution de 1878, reconnaît formellement les droits traditionnels des provinces basques. Ces droits sont donc antérieurs à la constitution et s'imposent à elle. Ils servent de base juridique à la réclamation d'un nouveau statut d'autonomie pour les provinces basques.

### La situation en Navarre
La députation provinciale de Navarre est formée à la suite des élections du 3 avril 1979. Sa constitution révèle les divisions existantes dans société navarraise, entre partisans d'un navarrisme espagnoliste de l'Unión del Pueblo Navarro (UPN), ceux proches de la posture du PSOE et un troisième partisan d'un navarrisme-basquiste de gauche.
À cette époque, le PSOE navarrais fait partie de la fédération basque et défend à l'origine l'union entre la Navarre et la communauté autonome basque et, plus exactement, le droit des Navarrais à décider de cette incorporation, qu'il considère préservé grâce à la disposition transitoire quatrième.
Avec un total de 365 080 inscrits, la participation s'élève à 70,76 %, soit seulement 29,24 % d'abstention. La distribution des sièges est la suivante : UCD 20 sièges, (68 040 votes), PSOE 15 sièges, (48 289 votes), UPN 13 sièges, (40 764 votes), HB 9 sièges (28 244 votes), Agrupaciones Electorales de Merindad-AEM 7 sièges (17 282 votes), nationalistes basques 3 sièges (12 845 votes), Parti carliste 1 siège (12 165 votes), Union des gauches navarraises-UNAI 1 siège (7 419 votes) et Agrupación Electoral Independientes Forales Navarros-IFN 1 siège (3 729). Les partis n'obtenant aucune représentation parlementaire rassemblent au total 15 100 votes.
Peu après, en décembre 1979, la commission du régime foral du parlement de Navarre rejette une motion présentée par Euskadiko Ezkerra (EE) proposant l'incorporation de la Navarra) la Communauté autonome basque.
La députation forale est présidée par Jaime Ignacio del Burgo de l'UCD, destitué en 1980 accusé de corruption et remplacé par Juan Manuel Arza, du même parti. Cette destitution s'étant déroulée de manière irrégulière Burgo réintègre brièvement la présidence en 1984.
La Navarre n'a pas de statut comme le reste des autonomies et le texte qui vise à le remplacer, la dénommée « Loi d'amélioration du For » (« Ley de Amejoramiento del Fuero ») de 1982 n'est pas ratifié par référendum. Dans le cas où la Navarre déciderait de se réunir avec les autres provinces basques péninsulaires, deux référendums seraient nécessaires, l'un pour ratifier la décision d'incorporation du parlement navarrais et l'autre pour ratifier le statut d'autonomie conjoint. Par suite l'accord de mars 1982 sur son contenu devient la Ley Orgánica de Reintegración y Amejoramiento del Régimen Foral de Navarra (1982), promulguée le 10 août 1982 par le gouvernement et les Cortes espagnols.
Cette spécificité de la Navarre qui ne soumet pas son statut à un référendum est justifiée en disant qu'il s'agit en fait de réintégrer la Ley Paccionada Navarra de 1841, justement celle qui réduisit ses fors après les guerres carlistes, la transformant en une province, tandis que jusqu'à ce moment elle avait été considérée comme un royaume.

## Développement de l'autonomie et crispations (1980–1998)
Aux élections autonomiques de 1980 on constate une forte montée du PNV, l'irruption de la gauche révolutionnaire basque représentée par Herri Batasuna, la perte de vitesse du PSOE et les maigres résultats de l'UCD. C'est le nationaliste Carlos Garaikoetxea qui occupe la présidence du Conseil général basque. Le PNV reste à la tête du gouvernement basque à partir de 1980, en solitaire au début, puis en coalition avec le PSE, Eusko Alkartasuna (EA), parti issu d'une scission du PNV lui-même ou Izquierda Unida (IU) à partir de 1986. Des accords sur des projets budgétaires ou des investitures l’amènent également à appuyer régulièrement les gouvernements centraux, qu'ils soient populaires ou socialistes. Le transfert de compétences entre le gouvernement central et le gouvernement basque commence le 29 décembre 1980.
En 1981 une série d’événements menacent sérieusement l’autonomie basque ; le coup d'État manqué du 23 février et la conséquente promulgation de la LOAPA (Loi organique pour l'organisation du processus autonomique) retarde la mise en place des autonomies.
En 1982 le PSOE de Felipe González gagne la présidence du gouvernement espagnol et la conserve jusqu'en 1996. Au Pays basque l'hégémonie du nationalisme, modéré et radical, se maintient, les autres partis, à l'exception du PSOE, se trouvant relégués au second plan.
Le PNV défend le développement du gouvernement basque et crée son propre service de santé (Osakidetza), approuve le statut des ikastolas, commence à émettre avec sa propre radio et télévision (Euskal Irrati Telebista, EIT) à partir du 27 décembre 1982, sa propre police autonomique (Ertzaintza) etc., malgré une certaine résistance des socialistes.
Aux élections autonomiques de février 1984 le PNV sort une nouvelle fois vainqueur et réalise son meilleur score jusqu'alors, avec 42 % des suffrages exprimés favorables, suivi par le PSOE (23 %), Herri Batasuna (14,6 %) et EE (8 %). On note une progression remarquable des socialistes et le résultat très faible pour la droite espagnole (9,3 %). On retrouve la même tendance que lors des élections forales et locales de mai 1983.
Autour de 1985, en pleine crise politique du PNV, l'économie basque se trouve dans une situation difficile, avec des taux de chômage élevés, une croissance ralentie, et l'impact négatif de l'introduction des nouvelles technologies et de l'ouverture à la concurrence internationale.
Diverses circonstances, notamment les difficultés économiques déjà évoquées, auxquelles on peut ajouter une baisse importante du pouvoir d'achat font des années 1980 un contexte délicat pour le Pays basque, qui voit la violence terroriste se perpétuer. La marginalisation se développe en particulier dans les banlieues des grandes villes, et avec elle l'arrivée de nouveaux phénomènes dangereux comme la consommation de drogues, et particulièrement, d'héroïne. La transition politique est de plus ralentie par rapport à d'autres zones en raison de la grande dispersion des forces nationalistes basques de gauche.
La grande virulence d'ETA au cours de cette même période est combattue par la mise en place d'un plan visant à augmenter la pression policière et la défense d'activités de mercenariat anti-nationaliste, notamment avec la création des Groupes antiterroristes de libération (GAL) en 1983. Avec l'aide du gouvernement central, ceux-ci se livrent à diverses exactions (séquestrations, assassinats…), à l'origine d'un scandale connu sous le nom de guerre sale et a posteriori souvent condamnées comme du terrorisme d'État. Seules deux condamnations furent prononcées, les condamnés étant plus tard graciés, pour les 27 assassinats attribués aux GAL. Les grandes tensions vécues dans les zones bascophones au cours de cette période légitiment aux yeux d'une partie de l'opinion certaines des actions de l'ETA, qu'ils interprètent comme des réponses à ces mêmes violences.
C'est à cette époque que surgit le mouvement nationaliste étiqueté rock radical basque, dont on peut citer parmi les plus célèbres représentants les groupes Barricada ou Kortatu. Certains intégreront le dénommé Mouvement de libération nationale basque, organisation rassemblant des groupes politiques favorables aux actions d'ETA, donnant à la gauche radicale une visibilité médiatique parmi la jeunesse basque. La liberté d'expression nouvellement acquise amène certains groupes à clamer certains messages qui seraient plus aujourd’hui condamnés pour faire l’apologie du terrorisme, mais qui sont tolérés à l'époque car les questionner aurait été considéré comme une défense du franquisme ou un posture antidémocrate. La plupart des groupes rattachés à ce mouvement évoluent vers des positionnements plus modérés et l'autocensure.

### La scission de Eusko Alkartasuna
En septembre 1986 a lieu la plus grande scission dans l'histoire du PNV lorsque le lehendakari d'origine navarraise Carlos Garaikoetxa fonde un nouveau parti, Eusko Alkartasuna, qui, malgré sa participation à plusieurs gouvernements de coalition avec le PNV, se maintient comme un groupe séparé aujourd'hui encore.
Selon certains, au-delà de l'affrontement personnel entre Xabier Arzalluz et Garaikoetxea entre autres questions de lutte de pouvoir interne, les causes de la séparation des jeltzales, résident dans une conception différente de la répartition du pouvoir entre les institutions communes de la Communauté autonome basque (gouvernement et parlement) et les forales (juntes générales et députations), matérialisée dans la Ley de Territorios Históricos (« Loi des territoires historiques »), et plus particulièrement, selon d'autres auteurs, dans le refus des membres du PNV navarrais et, dans une moindre mesure ceux du Guipuscoa, d'appuyer un gouvernement de droite en Navarre en l'échange de certaines concessions politiques dans d'autres territoires. Le PNV s'écroule en Navarre et ses élus intègrent le nouveau parti. Aux suivantes élections suivantes, en 1987, le PNV n'obtient que 0,98 % des voix en Navarre, EA récoltant pour sa part 7,1 % dans cette même région. 
Aux élections autonomiques antérieures à la scission de EA, le PNV avait obtenu 28,47 % de votes favorables au Pays basque ; en 1986 il obtient 16,34 % et EA 10,91 % ; en 1998 le PNV atteint 19,23 % et EA descend à 5,96 %. Aux élections générales de 1989 le PNV s'allie EA s'allient dans une coalition.

### Les pactes de 1987 et 1988
Le PNV est l'un des impulseurs du Pacte de Madrid sur le terrorisme du 5 novembre 1987 auquel souscrivent le suscrito por el PSOE, AP, CDS, CiU, PNV, PDP, PL, PCE et EE. Celui-ci, se prononçant pour la dérogation de la loi antiterroriste, demande au gouvernement basque d'assumer « la direction dans la disparition de la violence et du terrorisme, et dans l'obtention définitive de la paix ».
Le PNV défend un autre pacte d'une grande importance dénommé Pacte d'Ajuria Enea, Accord pour la normalisation et la pacification d'Euskadi, souscrit par l'ensemble des partis politiques représentés au parlement basque (AP, CDS, EE, PNV, PSOE), à l'exception d'Herri Batasuna, et par le lehendakari José Antonio Ardanza le 12 janvier 1988. L'accord vise à impulser dans son intégralité le statut de Guernica, à intensifier les relations entre la Communauté autonome basque et la Nacarre, demande à ETA de renoncer à la voie armée et à HB de renouer son activité parlementaire, ce qui a pour effet de la légitimer en tant qu'option politique ; l'accord appuie également les politiques de réinsertion des repentis de l'activité terroriste, les contacts avec ETA si celui-ci affiche une intention sérieuse d'abandonner les armes, la dérogation de la loi antiterroriste et réitère son soutien aux victimes du terrorisme.

### Le plan Ardanza
À partir de 1986 et jusqu'en 1998 le chef du gouvernement basque est José Antonio Ardanza, dont le profil est clairement favorable à l'autonomie et qui gouverne en coalition avec le PSE. Aucun des pactes précédents n'avaient rencontré l'appui d'ETA ou de son entourage, le MNLV, si bien que les possibilités réelles de pacification se trouvaient, selon l'avis du lehendakari, fort réduites. En mars 1988, Ardanza présente le dénommé plan Ardanza, qui propose un dialogue entre partis sous condition d'arrêt des violences par ETA. Le document est appuyé par tous les partis convoqués à l'exception du PSOE et du PP, qui n'acceptent pas les modifications constitutionnelles impliquées par le plan.
Considéré comme le testament politique d'Ardanza, qui se retire de la vie politique après sa publication, le texte est en son temps très critiqué mais sera plus tard reconsidéré pour sa modération. Il consiste en une réflexion sur la situation d'ETA et de HB à ce moment, considérant que les voies policières n'avaient donné aucun résultat positif et que la voie politique ne fonctionnait pas en cas d'alliance avec HB, il propose de résoudre le conflit en laissant la résolution dialoguée du conflit dans les mains des partis représentatifs de la société basque et en intégrant les accords que ces derniers pourraient atteindre dans les institutions et le système juridique basques.
Le plan est présenté devant les membres de la Table d'Ajuria mais n'obtient pas l'appui des autres partis.
Rapidement de nouvelles divergences surgissent entre les signataires de l'accord et le 7 octobre 1988 est rédigé un nouveau document, le dénommé Pacte de Navarre (ou Accord pour la paix et la tolérance), qui contient les mêmes idées que le pacte précédent, mais dans lequel on insiste particulièrement sur la condamnation des activités terroristes et sur le mépris qu'elles génèrent dans la société. Le pacte n'est signé ni par le PNV ni par EA.

### L'organe commun basco-navarrais (1995)
Une aspiration traditionnelle du nationalisme basque est la réunification des territoires historiques bascophones divisés entre la France et différentes provinces d'Espagne. La constitution espagnole de 1978 prévoit elle-même, dans sa disposition transitoire quatrième déjà mentionnée, la possibilité pour la Navarre de s'unir au Pays basque si elle le décide par référendum, bien que la possibilité d'exercer ce droit n'ait jamais été formellement proposée. Les dirigeants du PP et de UPN ont demandé de façon réitérée la dérogation de cette disposition.
Durant le gouvernement triparti PSN-CDN-EA en 1995 est mis en marche un Organe commun permanent (Órgano Común Permanente) entre les deux régions, mais qui n'est pas mené à terme à la suite de la démission du président navarrais en raison d'un scandale de corruption.

### Première législature d'Aznar (1996)
Discrédité par plusieurs scandales de corruption et celui de la guerre sale des GAL, le gouvernement central socialiste chute aux élections générales de 1996, qui donnent une majorité simple au PP, qui se voit donc obligé de gouverner grâce à des accords avec les partis nationalistes PNV et CiU.
En raison de son appui à l'investiture du candidat populaore José María Aznar, le PNV obtient des concessions sur le plan économique et sur celui de la politique antiterroriste du gouvernement. 
Après le départ d'Ardanza, c'est le Juan José Ibarretxe qui est élu lehendakari aux élections autonomiques de 1998, toujours pour le compte du PNV, le parti étant dirigé par Xabier Arzalluz.

### Le Pacte d'Estella (1998)
Le 12 septembre 1998 est signé le Pacte d'Estella (Lizarrako Akordioa), dans lequel le front nationaliste formé par PNV, EA, HB, IU, EKA, Batzarre, sept syndicats et organisations défendent le dialogue et la négociation politique comme seule solution au conflit, invoquant en référence l'Accord du Vendredi saint signée en Irlande du Nord en avril de la même année.
Selon Manuel Vázquez Montalbán, les signatures du pactes d'Estella étaient « convaincus de la paralysie politique qui affectait le PP et le PSOE dans le traitement du problème basque et du fait que le PP dépendait des aides du PNV au parlement espagnol, les signataires de Lizarra forcèrent la vis du souverainisme et établirent avec une totale clarté l'objectif de l'autodétermination et d'une négociation politique avec ETA ».
La signature de ce pacte facilite l'annonce d'une trêve « totale et indéfinie » par ETA le 18 septembre 1998 et les futurs contacts, qui s'avèrent infructueux, entre le gouvernement populaire présidé par Aznar et l’organisation armée. Le 21 janvier 2000 toutefois, ETA commet un nouvel assassinat ; l'absence de condamnation de la part d'Herri Batasuna entraîne la fin de la collaboration rendue propice par le pacte d'Estella.
La participation aux élections autonomiques s'élève à 70 %, le PNV restant en tête avec 27,28 % des votes exprimés et perdant un siège sur les 22 qu'il détenait auparavant. Ses élections constituent un succès électoral pour les deux pôles opposés, PP et Euskal Herritarrok(EH), la plateforme électorale constituée le 25 octobre 1998 par Herri Batasuna et d'autres organisations de la gauche abertzale, qui obtient 14 sièges.
Le président Aznar annonce peu de temps après les contacts établis avec ETA, entraînant la réprobation d'une partie de l'opinion.

## Depuis 1998

### Interdiction de la gaucheabertzaleetLey de partidos
Après la reprise des actes terroristes, la gauche nationaliste favorable à ETA retrouve un soutien électoral très limité, tandis qu'un nouveau parti surgit de Batasuna, Aralar, qui condamne la violence etarra. Le Tribunal suprême entame une série d'actions contre plusieurs organisations en relation avec la trame terroriste, membres ou collaborateurs d'ETA. Plusieurs journaux sont fermés (Egin et Egunkaria, ce dernier étant l'unique périodique édité exclusivement en basque), et un bon nombre d'autres entreprises sont poursuivies pour leur supposée aide économique au groupe terroriste. Batasuna est interdite, le Tribunal suprême établissant que ce parti politique est « un instrument de l'organisation terroriste ETA », mais ses dirigeants ne sont pas condamnés, si bien qu'aujourd'hui certains poursuivent encore leurs activités politiques.
En 2002 est votée la Ley de partidos, visant à interdire la représentation politique des organisations soutenant le terrorisme.

### Le plan Ibarretxe (2002)

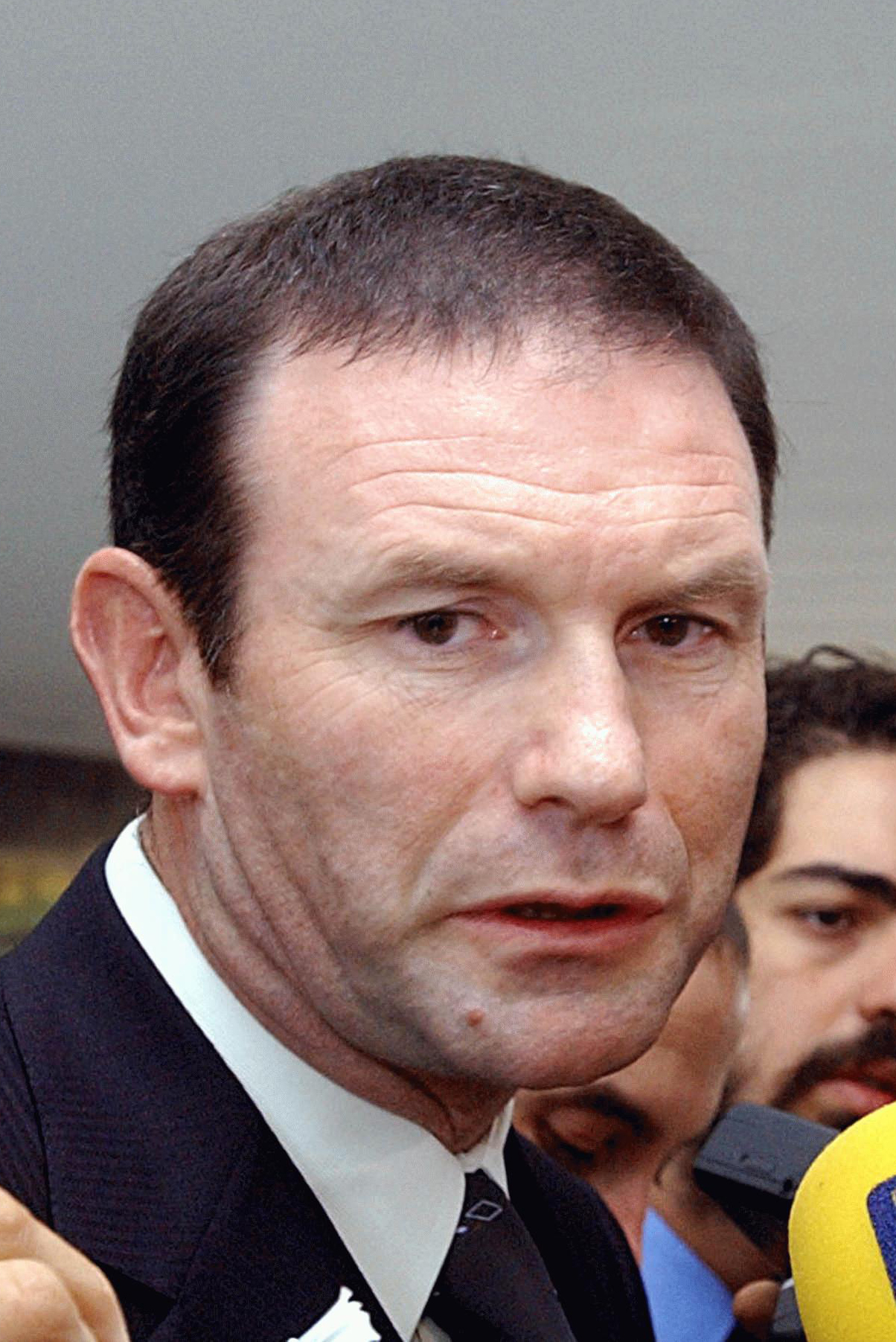
Le lehendakari Juan José Ibarretxe.

Conformément au programme électoral du PNV, le gouvernement basque propose une réforme du Statut d'autonomie du Pays basque, sous le nom de Statut politique de la Communauté d'Euskadi, plus familièrement connu comme le plan Ibarretxe, du nom de son principal promoteur.
Celui-ci repose sur l'idée d'une « libre association » entre le Pays basque et l'Espagne, d'une souveraineté partagée et du droit à l'autodétermination, et se présente comme une troisième voie entre les postures dites constitutionnalistes du PP et du PSE-EE (PSOE) et l'indépendantisme de EH et ETA. La proposition se définit comme une « proposition de pacte politique matérialisé dans un nouveau modèle de relation avec l'État espagnol, basé sur la libre association et compatible avec les possibilités de développement d'un État composé, plurinational et asymétrique ». Elle déborde le cadre constitutionnel du moment et défend la création d'un nouveau cadre juridique dans lequel une grande partie des compétences se trouveraient dans les mains des institutions du Pays basque, l'État espagnol ne jouant plus qu'un rôle jugé résiduel par les opposants au plan.
Les principales forces politiques espagnoles considèrent que le plan viole, tant dans ses procédés que dans son contenu, le cadre de la Constitution de 1979. Pour entrer en vigueur, la proposition, étant une réforme d'un statut d'autonomie, doit être approuvée par la majorité absolue au parlement basque, puis par le Congrès des députés et le sénat par l'intermédiaire d'une loi organique.
Ibarretxe déclare que, dans le cas où la proposition se trouve bloquée aux Cortes espagnoles, il convoquera un référendum au Pays basque pour permettre aux Basques de décider de leur futur.
En réponse, le 28 novembre 2004, le gouvernement d'Aznar propose l'addition au code pénal d'un article établissant comme un délit puni d'une peine d'entre 3 et 5 ans d'emprisonnement et entre 6 et 10 ans d'inéligibilité, le fait pour un élu public de convoquer des élections ou un référendum sans l'autorisation préalable des Cortes. La réforme est rapidement approuvée, avec les seuls votes favorables du PP, les autres groupes parlementaires faisant le choix de s'abstenir, et entre en vigueur le 23 décembre 2004. 
Le PSOE tout comme le PP se montrent très critiques envers le lehendakari, le considérant excessivement nationaliste. Le plan Ibarretxe est approuvé par majorité absolue au parlement basque avec 39 votes sur 75 le 30 décembre 2004. Il est, comme c'est prévisible, rejeté au Congrès des députés par la majorité PP-PSOE-IU.
Le rejet de son plan au Congrès mène Ibarretxe à convoquer des élections anticipées pour le 17 avril 2005, dans l'espoir que ce vote soit interprété comme un plébiscite pour son plan.

### Le gouvernement du PSOE (2004)
Le PSOE s'impose aux élections générales de 2004 et le chef des socialistes José Luis Rodríguez Zapatero, assumant la présidence du gouvernement, est perçu comme pouvant représenter une nouvelle tendance. Mariano Rajoy, substitut d'Aznar à la tête des populaires, mène une dure opposition, mais sans obtenir de grands résultats étant donné que le reste des partis politiques se positionnent contre ses initiatives, en particulier en matière antiterroriste. Il critique en particulier de façon très virulente le gouvernement pour les contacts qu'il aurait établis avec ETA.

### La Constitution européenne (2005)
Le texte de la Constitution européenne est ratifié par référendum mais le Pays basque et la Navarre sont les régions où le non remporte le plus grand succès, avec respectivement 33,66 et 29,22 % des votes exprimés, un score particulièrement élevé si l'on tient compte du fait que le PNV, le PSOE et le PP pour le Pays basque, et le PSN, CDN, et PNV pour la Navarre, défendaient un vote favorable. À Orexa (Guipuscoa), le non s'élève à 91,84 %. En Navarre IU, Aralar et EA invitent les électeurs à rejeter le texte.

### La trêve d'ETA de 2006
La septième législature basque est marquée par les négociations entre le gouvernement espagnol et ETA dans l'optique de mettre fin à la violence et d'obtenir la dissolution de l'organisation armée. Le PNV adopte un profil discret de soutien au gouvernement, soutien essentiellement incarné par le président de l'Euzkadi Buru Batzar (l'organe exécutif du PNV), Josu Jon Imaz, et non par le lehendakari Ibarretxe.
Après la déclaration d'une trêve par ETA, Ibarrexte demande la dérogation de la Ley de partidos tout en maintenant des contacts avec l'ensemble des partis politiques basques, y compris avec Batasuna, interdire, dont les représentants Arnaldo Otegi, Juan José Petrikorena et Pernando Barrena se réunissent le 19 avril au palais d'Ajuria Enea, siège du gouvernement basque. Pour cette raison le Foro Ermua dépose une requête et le Tribunal supérieur de Justice du Pays basque lui impute un délit de désobéissance.

### Les élections de mai 2007
Au Pays basque, l'alliance traditionnelle entre PNV et EA est rompue, les derniers s'étant finalement décidés pour concourir en solitaire au scrutin.
Au contraire en Navarre, la majorité des partis nationalistes (PNV, EA et Arlar) s'unissent avec des secteurs indépendants et le parti Batzarre (de gauche fédéraliste) dans une coalition dénommée Nafarroa Bai, qui défend le droit des Navarrais à décider de leur futur. Ce parti se présente pour la première fois aux élections générales de 2004 et se positionne comme la troisième force politique de la région avec 60 645 votes favorables au Congrès et une députée, Uxue Barkos.
La dénommée « gauche abertzale », à l'exception du PCTB au Pays basque, est interdite, tente de participer au scrutin sous le sigle de ASB, formation qui est à son tour interdite, puis sous le sigle historique du ANV, dont les listes sont partiellement interdites. Il peut se présenter à de nombreuses élections municipales mais se trouve interdit aux élections au parlement foral de Navarre.
En Navarre le gouvernement d'union de l'UPN et du PP, représentants traditionnels du navarrisme-espagnoliste, mène à terme une politique anti-basquiste durant toute la législature, s'opposant frontalement au processus de pais entamé par les socialistes. Pour cette même raison, les élections forales et municipales du 27 mai 2007 sont objet de l'attention de l'opinion publique espagnole, le PP soulignant que la Navarre avait fait partie des cessions du gouvernement socialiste dans ses négociations avec ETA.
Dans une atmosphère de crispation et de fortes attentes, et tandis que les enquêtes d'opinion préélectorales donnent des résultats très variables, UPN obtient son plus grand nombre de votes et frôle la majorité absolue, remportant le gouvernement de Navarre et la municipalité de Pampelune grâce à l'appui du Parti socialiste de Navarre (PSN). Nafarroa Bai arrive en seconde position et remporte plusieurs municipalités importantes.. CDN et IU voient leur espace électoral réduit, désavantagés par le vote utile.
ANV obtient, pour ses candidatures autorisées, pratiquement 95 000 votes favorables (73 000 au Pays basque et 22 000 en Navarre) et remporte 337 conseillers au Pays basque et 100 en Navarre. Il peut présenter des listes aux élections provinciales d'Alava et de Biscaye, mais pas au Guipuscoa, réunissant au total 28 128 votes.

## La fin de l'activité armée d'ETA
Le 20 octobre 2011, ETA annonce mettre fin définitivement à ses actions armées.